# École de l'air et de l'espace
Ne doit pas être confondu avec École militaire de l'Air.
 (février 2016).
L’École de l’air et de l’espace est une école militaire de l'enseignement supérieur français qui forme des officiers de l'Armée de l'Air et de l'Espace. Elle appartient au groupe des neuf grandes écoles militaires françaises.
C'est l'une des 204 écoles d'ingénieurs françaises Elle est accréditée au 1er septembre 2020 à délivrer un diplôme d'ingénieur.

## Historique de l'École de l'Air et de l'Espace et de la base aérienne 701

### La première école d'officiers aviateurs à Versailles
La nécessité d'une formation des officiers aviateurs apparaît dès le lendemain de la Première Guerre mondiale. Elle entraîne la création d'une structure dédiée : une école d'officiers de l'armée de l'air.
L’Aéronautique militaire lutta une quinzaine d’années pour devenir une Armée de l’air autonome. Au cours de cette période, trois étapes seront déterminantes pour la formation des officiers aviateurs.
En 1922, l’École du génie de Versailles, installée dans les Petites Écuries en face du château, reçoit la mission de former l’ensemble des officiers du personnel navigant de l’Aéronautique. Jusqu’à cette date, cette formation, réalisée dans quatre écoles différentes, était dispersée et hétérogène. L’instruction des contrôleurs de matériel (mécaniciens) et des comptables se fera encore pendant quelques années à Vincennes, où le premier concours pour cette catégorie de personnel (ces deux spécialités faisaient partie du même corps, celui des officiers d’administration) avait été organisé en 1920.
La loi du 8 décembre 1922 donne à l’Aéronautique militaire le statut d’Armée à part entière. Pour ces raisons, certains considèrent que la première promotion de l’École militaire de l’air est la promotion 1922. Cette appellation ne lui fût officiellement attribuée qu’en 1939 et l'Armée de l'air ne sera créée que le 2 juillet 1934.
En 1925, naît l’École militaire et d’application de l’Aéronautique. Aux élèves officiers issus du corps des sous-officiers se joignent de jeunes officiers, provenant de l’École spéciale militaire de Saint-Cyr et de l’École polytechnique. La formation à Versailles dure deux ans. Pour les pilotes, elle se poursuit à Avord par un stage de pilotage, puis à Cazaux par un stage de tir et de bombardement, cursus que suivront toutes les promotions jusqu’en 1939.
Le 1er avril 1933 et le 3 juin 1933, sur proposition du Ministre de l’air Pierre Cot, le Président Albert Lebrun signe deux décrets : ils fixent d'une part l'autonomie de l'aéronautique et, d’autre part, la création de l’École de l’air. Elle doit regrouper les écoles de formation, d’application et de perfectionnement de l’ancienne Aéronautique militaire.
La loi du 2 juillet 1934 crée donc l'Armée de l'air. L’organisation de ces nouveaux organismes est définie par cette loi. Les officiers servant dans l’Armée de l’air seront désormais formés dans une école propre à cette nouvelle arme.

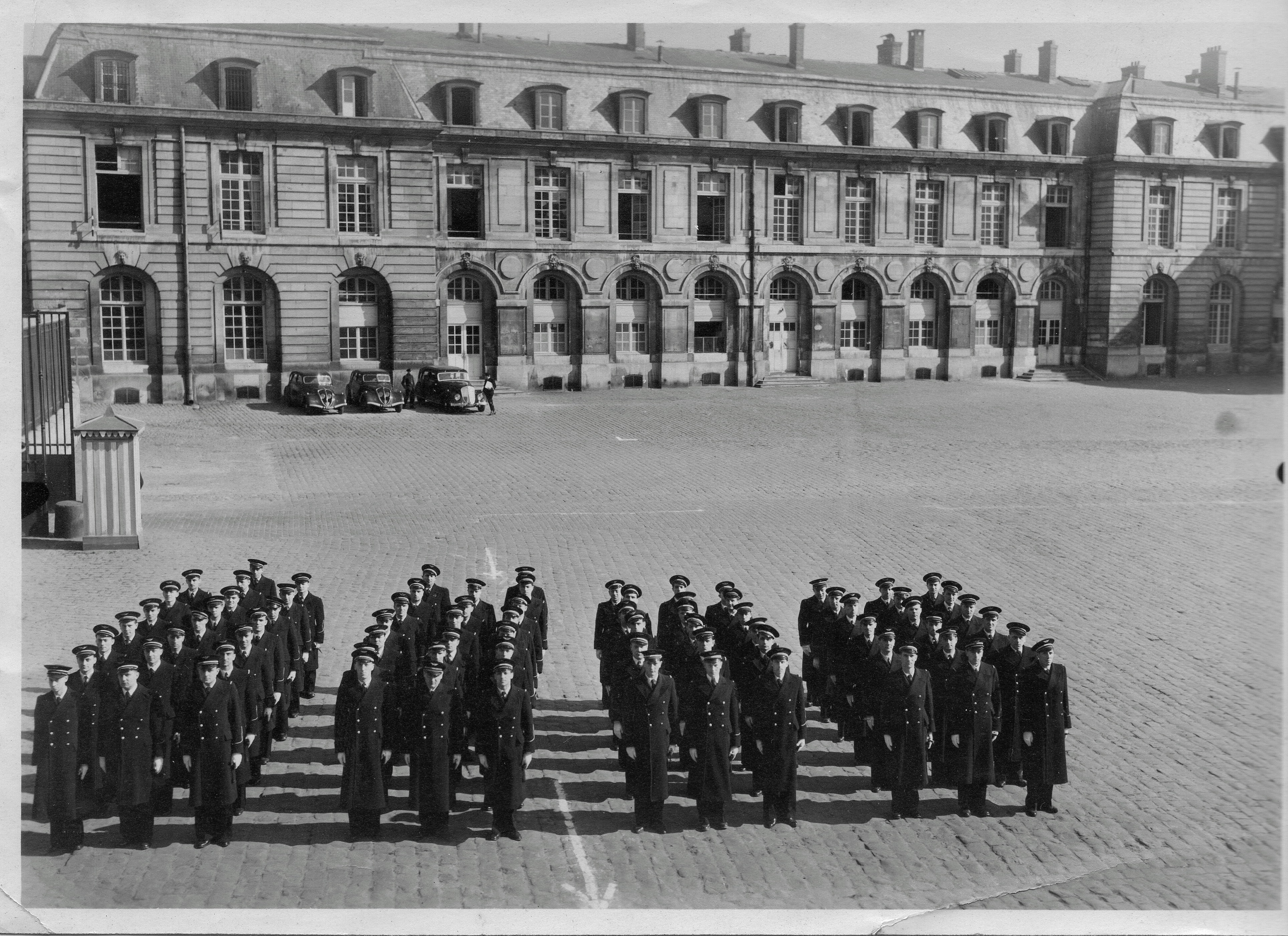
Promotion école de l'air, écuries Versailles 1937.

La première promotion de l’École de l’air compte cinquante-cinq élèves (52 PN et trois mécaniciens). Elle est rassemblée le 4 novembre 1935 à la caserne des Petites Écuries, à Versailles.
La nouvelle école est commandée par le général Jean Houdemon, un aviateur prestigieux à la fois héros de la Première Guerre mondiale et grand blessé.
Cette première promotion invente ses propres traditions pour se démarquer des autres écoles d’officiers. Elle choisit son parrain, le Capitaine Georges Guynemer, propose que l’École fasse sienne sa devise, « Faire face » et dessine son insigne.
Deux élèves marqueront de leur empreinte l’École de l’air : Augustin Delattre, le major de la promotion, et Éric Audemard d’Alançon, qui sera chargé de la transmission des traditions à la promotion suivante.
À partir d'août 1936 et pendant plus d'un an, le lieutenant-colonel Chambe, collaborateur du ministre de l'Air Victor Denain, et écrivain de l'aviation, occupe le poste de Directeur des Études sous le commandement du général Bouscat. Il y écrit un projet de scénario pour le cinéma, Faire face, afin de promouvoir l'école et favoriser le recrutement.
Les élèves issus des grades de sous-officiers, appelés élève-officiers d’active (EOA), sont désormais instruits par l’École de l’air ; elle assure la formation de tous les officiers de l’Armée de l’air, y compris dans le cadre de l’enseignement supérieur aérien. Ultérieurement, ces élèves recevront aussi l'enseignement de l'École militaire de l'air, jusqu'en 2015.
Il reste à fixer le site définitif de l'école. Le site géographique accueillant l’École de l’air doit respecter quatre critères : implantation sur un aérodrome, région à la météorologie clémente, proximité d’une ville universitaire, proximité d’une garnison et d’un port. Plusieurs régions sont candidates : Versailles/Saint-Cyr, Orléans, Bordeaux, Montpellier, Salon-de-Provence/Berre.

### Le choix de Salon-de-Provence
Le choix final du site de l'École de l’air se porte sur Salon-de-Provence.
Cette annonce soulève une polémique. Le journal Les Ailes, dans son no 622 du 18 mai 1933, avait publié un article intitulé Où doit-on installer l’École de l’air ? qui critique le choix du gouvernement :

« « Comme il était à prévoir, l’annonce que l’École de l’air serait installée à Salon-de-Provence a provoqué quelque surprise dans les milieux aéronautiques (…). Il a beaucoup été question, depuis quelques années, de la décentralisation géographique des usines et des escadres (…), le ministère de l’Air opère peu à peu, sur le littoral méditerranéen, c’est-à-dire sur une frontière aérienne particulièrement accessible, une concentration qui place de nombreux organes essentiels de notre Aéronautique, à portée immédiate des avions et des canons italiens (…). Ainsi donc, les éléments vitaux de notre défense en Méditerranée et les écoles fondamentales des Forces Aériennes vont être concentrées dans une zone distante de trois cents kilomètres des points de départ d’une attaque éventuelle, et cela, dans une région où les nuits sont belles, où les jours présentent des plafonds permettant l’attaque à haute altitude, hors de l’atteinte de la DCA(...). Dans ces conditions, n’est-il pas permis de se demander s’il est opportun d’ajouter à l’École d’Istres, une autre école tout aussi essentielle et qui, dans l’hypothèse d’un conflit en Méditerranée, devrait être rapidement transférée ailleurs ? ». »

En prévision de l’installation de l’École de l’air, des terrains situés sur les communes de Salon-de-Provence et de Lançon-Provence sont achetés. Les textes fondateurs avaient prévu l’ouverture de l’École de l’air à Salon-de-Provence le 1er octobre 1935. Les négociations entre la municipalité de Salon et le Ministère de l’Air sont difficiles : le général Denain, successeur de Pierre Cot au Ministère, organise, provisoirement, la formation des élèves officiers du recrutement direct aux Petites Écuries, à Versailles. Les deux premières promotions, Guynemer et Astier de Villatte, seront donc versaillaises.
À Salon, au fur et à mesure de l’avancement des tractations, dès l’achat des premiers terrains, débute la construction de deux hangars, à l’est du site (les deux hangars Jeumont, toujours debout). En 1936 est créée la Base-école no 356.
Pour accueillir la première promotion à Salon en mai 1937, des baraquements en bois sont construits. C’est dans un chantier que les cent onze élèves de la promotion 1937 « Mézergues » vont prendre leurs quartiers. Leur formation sera assez succincte, en dépit du contexte de l'époque. L’État-major avait donné carte blanche au Colonel Bonneau, premier commandant de l’École à Salon, pour l’organiser.
En juillet 1937, est fixée la composition du Centre École de Salon : un groupe d’instruction d’aérostation, un bataillon de l’air, un groupe d’instruction d’aviation qui comprend des moyens généraux d’instruction des services techniques et un service avions (trente-deux appareils).
| Personnels       | Effectifs |
| ---------------- | --------- |
| Officiers        | 77        |
| Sous-officiers   | 411       |
| Hommes de troupe | 941       |
| Officiers-élèves | 300       |
| Élèves-officiers | 200       |
| Total            | 1929      |
| Avions           | Effectifs |
| Avions en ligne  | 185       |
| Avions en volant | 70        |
| Total            | 255       |

La construction du bâtiment de la « Direction Enseignement », le fameux BDE, commence en février 1938 et s'achève en 1942.
En septembre 1938, la promotion « Mézergues » a dû laisser la place à sa suivante, la promotion « Mailloux », car il n’y avait pas assez de locaux pour les loger simultanément. Elle terminera son cursus de formation à Versailles.
De 1935 à 1939, la formation des élèves sous-officiers de l’Armée de l’air demeure à Versailles, au sein de l’École de l’air. L’appellation « École militaire de l’aéronautique » désignait l’école de formation des EOA dans les textes de 1932 ; elle aurait pu se transformer en « École militaire de l’air » à la création de l’Armée de l’air. Il n’en sera rien ; l’École ne cessa jamais de former des élèves ; enfin, le 22 février 1939, un texte fixera définitivement son appellation.

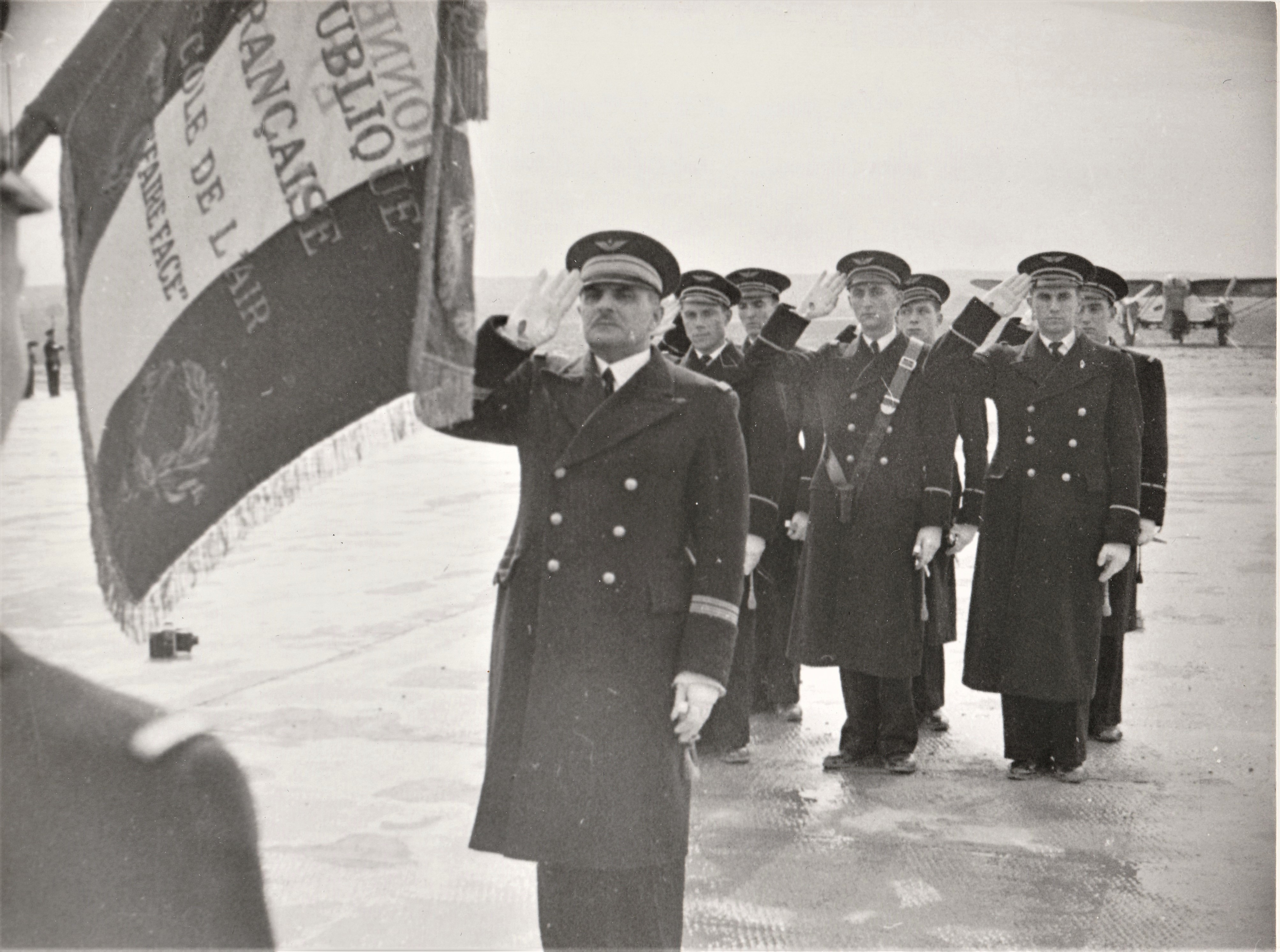
Le colonel Bonneau et la garde reçoivent le drapeau de l’École (Salon-de-Provence, 25 février 1939).

### Pendant la Seconde Guerre mondiale
La Seconde Guerre mondiale s’annonce imminente, les autorités françaises craignent des bombardements aériens, et font déplacer le site de l’École de l’air.
Celle-ci reçoit fin août 1939 l’ordre de se replier à Bordeaux. La guerre a commencé quand la cinquième promotion du recrutement direct, « Lieutenant Pinczon du Sel », rejoint, le 3 octobre 1939, l’École de l’air repliée à Bordeaux. L’instruction est dispensée dans l’urgence, les vols sont difficiles à organiser depuis le terrain de Bordeaux et se font à partir de terrains annexes : Bergerac, Les Landes-de-Bussac et Mont-de-Marsan.
Après l’armistice du 22 juin 1940, l’École est fermée. La base de Salon-de-Provence accueille plusieurs unités : le commandement des Forces aériennes no 37, le groupe de chasse I/6, des échelons roulants, quatre compagnies de l’air, deux bataillons de l’air. La quasi-totalité de ces unités est ensuite démobilisée. Une tentative de repli par bateau vers l’Afrique du Nord échoue ; les élèves, dirigés par trains vers Marseille, sont déroutés à Collioure, au château des Templiers. La promotion y séjourne quelques semaines (elle y est baptisée), elle reçoit ensuite l’ordre de regagner Salon, elle y est dissoute le 31 août 1940.
Fin 1941, l’École de l’air est autorisée à se réinstaller en Provence. En novembre 1942, après l’invasion par les Allemands de la zone libre, la Wehrmacht occupe le site de Salon. Les promotions d’élèves sont dispersées dans différents sites, en France ou à l’étranger. La base aérienne de Salon-de-Provence subit trois bombardements successifs de l’aviation alliée.
Quelques élèves réussissent à s’évader, les uns par un torpilleur anglais, d’autres par un bateau rapatriant des aviateurs polonais, d'autres enfin, avec un cargo espagnol. Une poignée atteindra l’Angleterre via Gibraltar, les autres débarquent en Afrique du Nord. La majorité rejoint le colonel Bonneau qui avait reçu l’ordre de se replier par avion le 18 juin.
Après la réouverture partielle en 1941, l’École de l’air est dissoute le 27 novembre 1942. Jusqu’en 1944, les promotions 1940 (« Steunou »), 1941 (« Dagnaux ») et 1942 (« Tricaud ») entrent dans une semi clandestinité. Elles connaissent des sorts et des stationnements divers (Château de Bellevue à Toulouse, mouvement Jeunesse et montagne, Résistance, diverses écoles d’ingénieurs : puis de nouveau Salon en octobre 1941). La promotion « Commandant Tricaud », échappe de justesse au Service du travail obligatoire (STO) en Allemagne.
À la suite du débarquement anglo-américain de novembre 1942, un concours en Afrique du Nord (AFN) est institué parallèlement aux promotions « officieuses » de métropole : quarante-et-un élèves, en majorité des étudiants originaires d’Afrique du Nord, sont admis à suivre les cours de l’École de l’air de l’Aviation française d’Afrique du Nord. La promotion prend pour nom « Capitaine Thouvenin de Villaret » et, après une formation dans l’Atlas marocain, les « poussins » d’AFN suivent les cours de pilotage aux États-Unis. La deuxième promotion d’AFN (« Lieutenant de Tedesco »), ainsi que les promotions métropolitaines « Commandant Tricaud » et 1943 « Sous-lieutenant Pomier Layrargues », sont également dirigées vers les États-Unis pour la formation au pilotage, faute de moyens matériels.
Les promotions de l’École militaire de l’Air connaissent des tribulations diverses. L’École cesse ses activités au lendemain de l’armistice jusqu’au mois d’octobre 1942. En 1943, il n’y a pas de promotion en métropole ; il y en a deux en Afrique du Nord. En 1944, il y a une promotion en métropole, une en Afrique du Nord et une troisième en Indochine. La promotion 1945 est instruite en 1946 avec celle de cette année-là.

### De 1944 à 1967

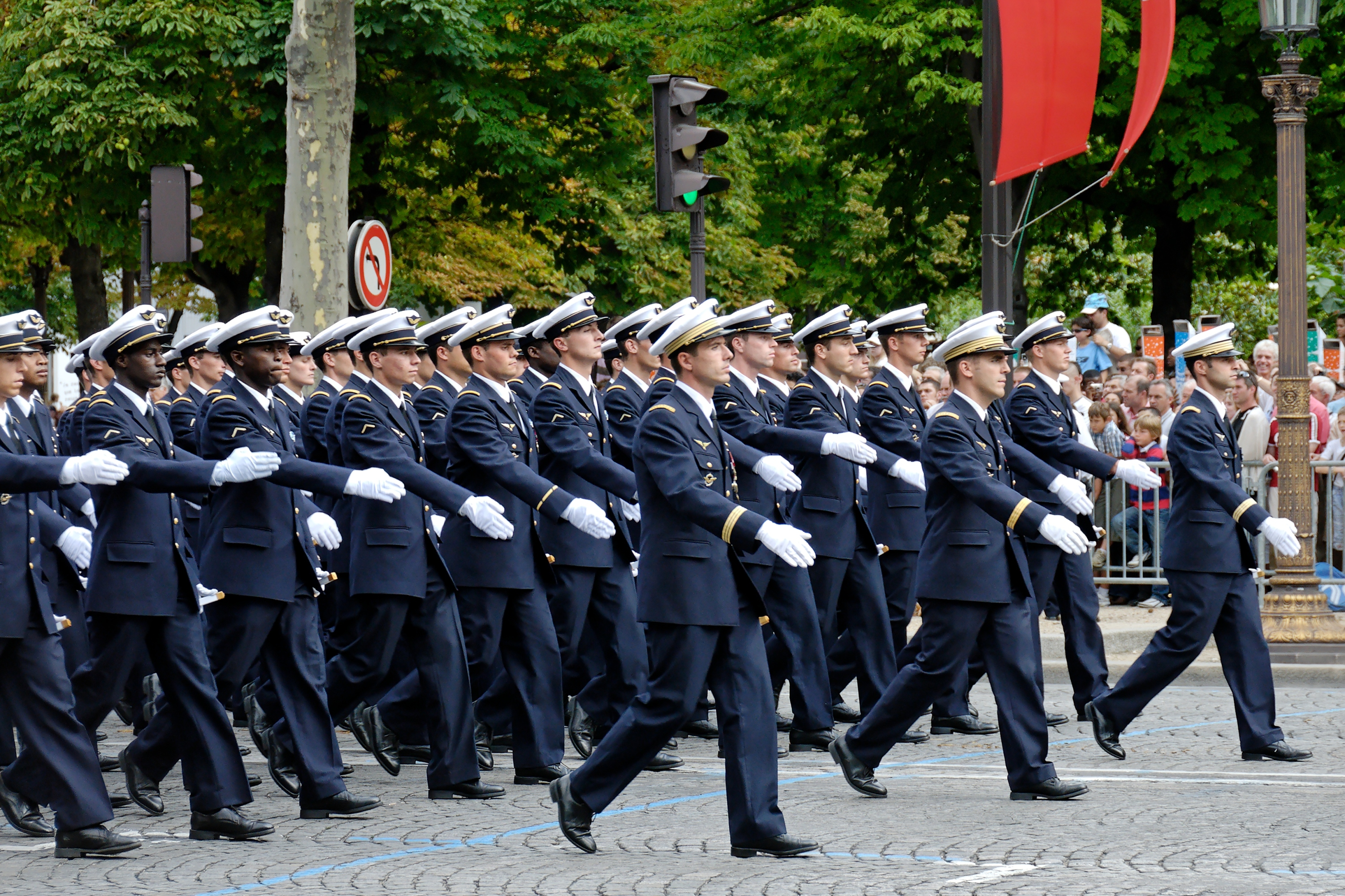
Élèves de l'École de l'air pendant le défilé du 14 juillet 2007 sur les Champs-Élysées.

Après la libération de la région provençale en 1944, un détachement de l’Armée de l’air découvre le site de Salon pratiquement détruit.
Du grand ensemble d’avant-guerre, il ne subsiste qu’une partie du BDE, les hangars, la maison des élèves et le mas de Lurian. Les hangars du groupe nord sont éventrés, l’aile est du BDE a été dynamitée par les Allemands avant leur retraite et les installations de la base ont été pillées.
La base doit être reconstruite pour accueillir de nouveau l’École de l’air. La reconstruction des bâtiments principaux débute fin 1945. La base accueille alors l’État-major de la 5e escadre de chasse et deux de ses groupes. Elle comprend le terrain et ses hangars, les bâtiments de l’École de l’air, le camp des baraques occupé par le Centre de rassemblement et d’administration du personnel (CRAP), l’usine de Lurian et le château réquisitionné.
Plusieurs solutions sont étudiées ; l’École de l’Air s’installe brièvement au collège de jeunes filles de Bouffémont, en région parisienne, puis aux Petites Écuries, revient à Salon-de-Provence, fin juin 1946 ; les anciens sous-officiers, devenus élèves officiers de l’École militaire de l’air, y reviennent également et définitivement.
En 1946, est créée la « base no 151 » : elle assure le soutien des unités implantées sur le site de Salon. Constituée en unités formant corps, cette base équipée comprend des services administratifs, des services généraux, un atelier de base et trois compagnies administratives. Au mois de juin, la base prend le nom de « base-école 701 – École de l’air ». Elle est organisée ainsi : commandement de la base-école, division d’instruction, moyens généraux, services techniques. Le centre de montagne air d’Ancelle lui est rattaché.
À partir du mois d’octobre 1946, l’intégration et la formation des promotions redeviennent normales. Le colonel de Maricourt est chargé de faire renaître le « Piège » à Salon. Il commande l’École à deux reprises, la marquant de son empreinte : de 1946 à 1948, puis de 1952 à 1954. Le 14 avril 1947, le président Vincent Auriol remet la croix de la Légion d’honneur à l’École de l’air ainsi que la Croix de guerre avec palmes. Un an plus tard, le 3 avril 1948, à l’occasion du baptême de la promotion « Saint Exupéry », le Secrétaire d’État aux Forces armées-air, André Maroselli, remet à l’École la fourragère de Guynemer conservée jusqu’alors par le Musée de l’air. La formation à Salon prend corps mais n’est pas complète : l’essentiel de la formation au pilotage et le perfectionnement au vol de guerre ont lieu aux États-Unis, au Canada ou au Maroc.
L’infrastructure fait l’objet de gros efforts. Les parties endommagées du BDE, des ateliers et de la plupart des hangars sont reconstruites. Ensuite, sont construits la piscine, un gymnase, la piste en dur, nécessitée par l’arrivée programmée du Fouga Magister, la tour de contrôle, la place d’armes Pelletier-Doisy, le logement des élèves, les bâtiments « Testart » et « Brocard » et leur mess. Une section de protection est également mise en place.
Fin 1948, la subordination de la base est à nouveau modifiée. Elle relève du général « Commandant supérieur des Écoles de l’air et commandant la 3e région aérienne » en ce qui concerne l’emploi, les programmes d’instruction et les méthodes pédagogiques, la diffusion des documents techniques, la gestion du personnel et du matériel de la Division d’instruction et des services techniques. Elle relève du général commandant la 4e région aérienne pour les questions d’ordre territorial, les questions du personnel et du matériel des moyens généraux de la base-école.
En 1949, la « base école 701 » devient « base aérienne no 701 à Salon ». Le mauvais état des pistes de décollage et d’atterrissage est signalé plusieurs fois. La situation s’aggravant, une note de juillet 1950 précise :

« « I – La plate-forme de Salon est constituée par un sol à base de limon (…). Les avions qui utilisent ce terrain y provoquent des déformations, lesquelles à leur tour agissent sur les appareils auxquels elles causent certains dégâts. 
II – En outre, pendant les précipitations, l’eau de ruissellement ne s’infiltre que dans le sol, rendant la piste impraticable pendant une assez longue durée. 
Pour lutter contre les déformations de la plate-forme au fur et à mesure qu’elles se produisent, un rouleau compresseur travaille en permanence sur la base. Mais ses effets sont très limités. On peut tout au plus espérer qu’ils empêcheront une aggravation de l’état de la plate-forme. 
III – Ces défectuosités ont conduit le commandant de la base à utiliser au maximum les pistes annexes de Salon. Il a même envisagé, au cours de l’hiver dernier, d’utiliser la piste d’Orange pendant toute la période durant laquelle les pluies rendaient la piste impraticable. 
IV – Le seul remède sérieux à cet état de chose réside dans la construction d’une piste à revêtement. Cette solution a été retenue par l’État-major général des Forces armées « Air » qui a prévu au projet de budget de 1951 les crédits nécessaires à cette réalisation. ». »

Le commandement de la base entame le développement d’un plan d’infrastructures, avec la mise en place progressive d’installations définitives. Une infirmerie est construite. En 1951, viennent s’ajouter une piste de 1 000 mètres, une nouvelle tour de contrôle et une station météorologique. En 1952, la base devient « base école des officiers de l’Armée de l’air ». Le commandant de la base regroupe sous son autorité : l’École de l’air, l’École militaire de l’air, le Groupement d’instruction, le Bataillon de l’air, le parc de base aérienne et le contrôle local d’aérodrome.
À compter de l’année 1953, commence le recrutement direct des élèves-officiers du corps des bases, et naît à Salon l’École du commissariat de l’air ; elle formera les futurs commissaires chargés de l’administration, des marchés publics ainsi que des questions juridiques et financières. Ils seront recrutés par concours ouvert aux étudiants diplômés de l’université.
La guerre a laissé le parc aérien de l’Armée de l’air en mauvais état. L’entraînement aérien des élèves pilotes à Salon se réduit à un simple « dégrossissage » » d’une trentaine d’heures de vol sur Morane 315, Morane 230 puis SIPA S11 ; ils rejoignent ensuite Cazaux pour passer le brevet de navigateur, puis Cognac pour le brevet de pilote. Les Morane datent des années 1930 et le Sipa est dérivé d’un avion allemand (Arado Ar 96).
Pour l’initiation à la navigation, les élèves volent dans des avions anglais, Avro Anson et même le Vickers Wellington.
En 1954, l’activité aérienne augmente avec l’achèvement de la piste principale, dite piste « Mistral » car le premier avion à réaction à l’utiliser a été le « Mistral », (version française du De Havilland Vampire anglais). Cette piste permet la mise en œuvre d’avions de combat modernes. En 1956, arrive le Fouga Magister CM 170, premier avion d’entraînement à réaction au monde[réf. nécessaire].
| Unités                                                            | Officiers | Sous-officiers | Hommes de troupe | Total    |
| ----------------------------------------------------------------- | --------- | -------------- | ---------------- | -------- |
| Commandement de la base-école 701 et de la division d'instruction | 118       | 255            | 178              | 551      |
| Bataillon de l'air 1/701                                          | 18        | 114            | 403              | 525      |
| Atelier magasin de base 10/701                                    | 4         | 55             | 67               | 126      |
| Groupe d'entretien principal 13/701                               | 5         | 123            | 150              | 278      |
| Parc spécialisé régional 15/701                                   | 6         | 83             | 72               | 161      |
| Contrôle local d'aérodrome Type I 20/701                          | 2         | 15             | 6                | 23       |
| Station météo militaire Type II 22/701                            | 0         | 3              | 7                | 10       |
| Section de protection Type I 35/701                               | 1         | 3              | 37               | 41       |
| Section de transmissions 84/701                                   | 1         | 37             | 26               | 64       |
| Totaux                                                            | 155       | 688            | 946              | 1789 (*) |

 (*) Dans le total est compris le contingent maintenu en raison des affaires d'Algérie.
Deux évènements vont marquer cette période : le drapeau de l’École de l’air, qui s’était vu conférer la médaille de l'Aéronautique le 12 février 1956, est décoré de la Croix de guerre des Théâtres d'opérations extérieurs avec palme, le 28 février 1960, par le général de Gaulle. Le 5 juillet 1963, Pierre Messmer, Ministre de la Défense, remet son drapeau à l’École militaire de l’air ; deux mois auparavant, il avait reçu les mêmes décorations que celui de l’École de l’air.
Entre le milieu des années cinquante et la fin des années soixante, notamment sous l’impulsion du général Aubinière, puis de son successeur, le général Gauthier, la formation et les moyens d’études de l’École de l’air et de l’École militaire de l’air connaissent un développement notable.
Un programme général des études est mis en place : pour les deux années d’études d’ingénieur, il comporte trois volets : la formation militaire, la formation générale et l’instruction scientifique et technique. Le concours d’entrée évolue : admis désormais sur concours unique, les élèves des trois corps (personnel navigant, mécaniciens et corps des bases) reçoivent la même formation pendant les deux premières années ; elles sont sanctionnées par l’attribution du diplôme d’ingénieur (le diplôme d’ingénieur de l’École de l’air a été institué par un décret du 18 mai 1942 ; la Commission des titres d'ingénieur a autorisé sa délivrance à compter de 1951).
L’enseignement devient homogène et s’ouvre sur la « sphère civile » : des liens sont développés avec les universités d’Aix-Marseille. En 1964, la base reprend définitivement l’appellation « base aérienne no 701 » et la patrouille de l’École de l’air prend le nom de « Patrouille de France ». L’organisation est modifiée, des moyens administratifs apparaissent.
Le rôle de la base aérienne est de rassembler et de mettre en œuvre les moyens nécessaires au fonctionnement de l’École. Elle comprend six entités. Les Moyens opérationnels gèrent la plate-forme ; à ce titre, ils assurent la mise en condition du support opérationnel des unités aériennes. Les Moyens techniques assurent la maintenance, la gestion et l’entretien de la quasi-totalité du matériel technique. Les Moyens administratifs concernent l’administration du personnel et, partiellement, celle des élèves. Les Moyens généraux exercent leur action dans les domaines du transport, de l’armement, des mess, du logement, de la sécurité incendie, du social et de la protection. Sont aussi concernés le Service médical et la Section de transmissions.
Ces officiers auront à connaître les techniques les plus modernes de l’air et de l’espace ; le conseil de perfectionnement de l’École a décidé en 1959 de leur donner une forte culture scientifique et technique. Cette décision s’est concrétisée par l’instruction ministérielle du 20 janvier 1962 : elle a fixé les nouveaux programmes de l’École.
La difficulté rencontrée par les rédacteurs de ces programmes est double. D’une part, les techniques aéronautiques sont si vastes qu’aucun esprit ne serait assez puissant pour les assimiler toutes. D’autre part, elles évoluent si vite que les techniques enseignées à l’aspirant risquent de n’être d’aucune utilité au commandant qu’il deviendra 10 ans après. Les programmes doivent éviter un double écueil : vouloir donner aux élèves une vue générale de toutes les techniques, un vernis scientifique qui ne tardera pas à s’écailler ou, deuxième écueil, surcharger leur esprit de détails technologiques approfondis qui se démoderont avant leur arrivée en formation.
Dans une brochure publiée en 1965 pour son trentenaire, l’École de l’air et ses élèves officiers sont peints sur le vif :
« Riche d’un passé plus chargé de gloire que d’ans, mais forte des traditions et des vertus que lui ont légué ses anciens, l’École de l’air ne peut faillir à la tâche qui lui est confiée de former les officiers de l’arme la plus technique, tant par la complexité de son matériel aérien que par la perfection demandée à ses installations de détection, de contrôle et de transmission ».

### De 1967 à 2018
À partir de 1967, la base évolue au gré des restructurations de l’Armée de l’air.
En 1967, arrive un détachement de l’Escadron de liaison aérienne d’Aix-les-Milles. L’année suivante, apparaît « l’Équipe de voltige de l'Armée de l'air » (EVAA), puis la Division des vols chargée de la formation initiale en vol des élèves officiers pilotes.
L’ouverture internationale se matérialise : un échange entre cadets américains de l’US Air Force Academy de Colorado Springs et les aspirants de l’École de l’air est instauré en 1969.
Le programme d’infrastructures se poursuit : en 1972, le Gymnase Agnel viendra se substituer au gymnase de fortune installé dans le hangar Jeumont HM3 ; le bâtiment Valin vient relier les deux bâtiments « Testart » et « Brocard ».

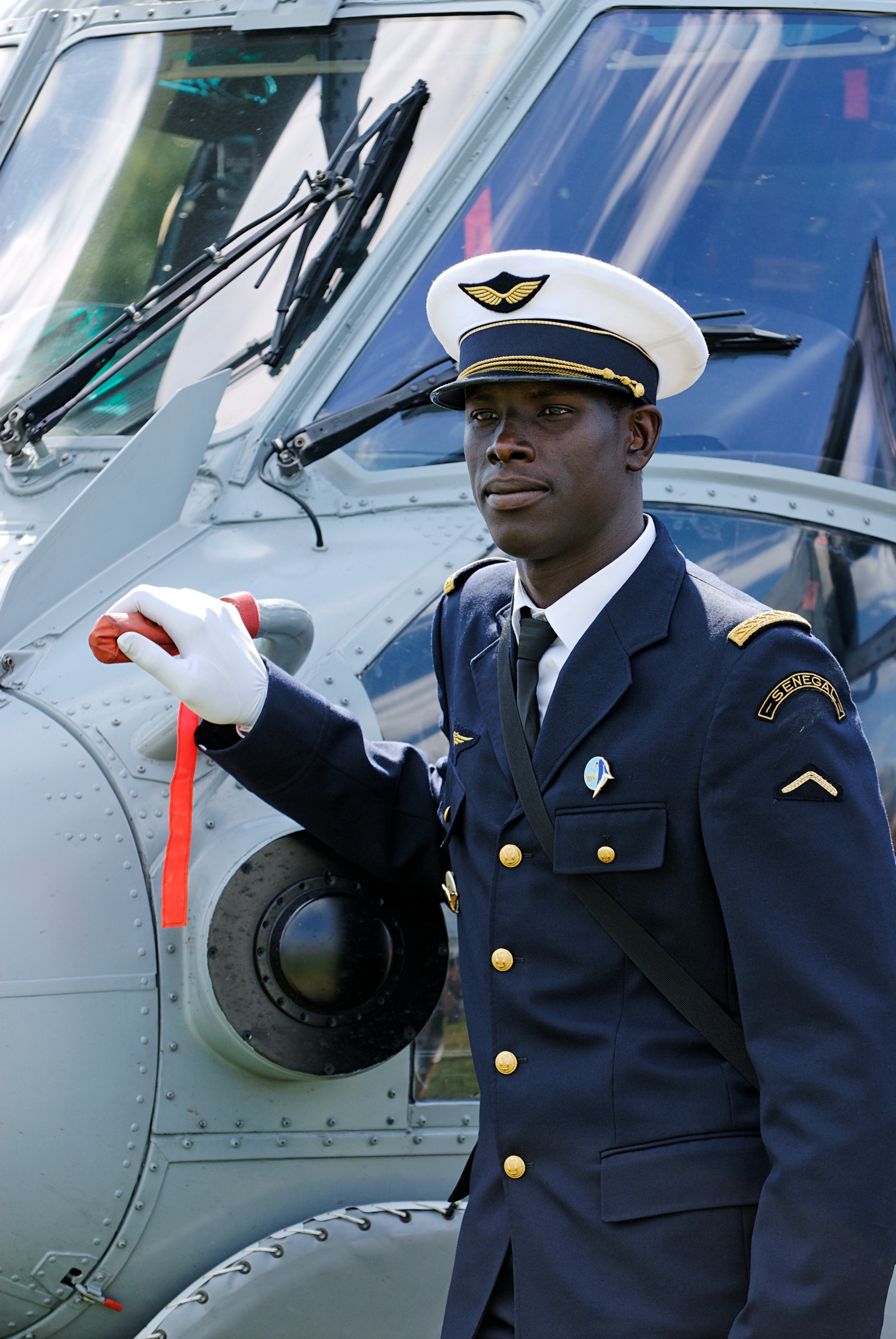
Élève étranger (sénégalais) de l'École de l'Air posant devant un Cougar, le 14 juillet 2008.

En 1973, en application de différents accords bilatéraux de Défense, le Cours spécial de l’École de l’air (CSEA) est créé. Il est destiné à accueillir les élèves officiers navigants, ou mécaniciens étrangers (notamment d’Afrique francophone). Ils reçoivent une formation comparable à celle délivrée aux élèves français pour les matières non scientifiques, compte tenu de leur niveau scolaire initial. Ils sont sélectionnés à l’issue d’un examen de connaissances générales.
Le programme général des études propre à l’École militaire de l’air évolue parallèlement à celui de l’École de l’air, à partir des mêmes principes, mais en tenant compte de la diversité des origines des élèves. En 1974, le niveau « mathématiques supérieures » est fixé comme référence pour la formation à dominante scientifique et technique.
Les jeunes filles sont admises à partir de 1976. A cette date, l’École militaire de l’air permet l’intégration des candidates élèves officiers mécaniciens et des élèves officiers des bases. Ce sera le cas pour l’École de l’air en 1977. Aude Tissier est la première élève à intégrer l’École de l'air dans le corps du personnel navigant en 1995. Le chef d'état-major de l'Armée de l'air avait alors décidé de lever la restriction d’entrée dans la chasse du personnel féminin. Aude Tissier suivra la formation en vol sur Tucano à la division des vols en 1997 en même temps que Caroline Aigle, polytechnicienne qui a choisi de rejoindre les rangs de l'Armée de l'air. Tandis qu'Aude Tissier s'oriente vers l'aviation de transport et est brevetée en 1999, Caroline Aigle, suit le cursus chasse et est brevetée la même année.
En 1978, une année de formation commune à tous les élèves est mise en place avant d’aborder la formation propre à chaque spécialité. Parallèlement, afin de réduire les risques d’élimination en école de pilotage pour les candidats pilotes, deux épreuves éliminatoires sont imposées : des tests psychotechniques et un stage en vol. Enfin, en 1979, un diplôme d’enseignement supérieur technique, mis au point par l’Institut de Promotion supérieure du travail et l’École, est accessible aux élèves mécaniciens après leurs deux années d’études.
À partir de 1985, l’École de l’air est reconnue comme l'une des grandes écoles d’ingénieurs. À ce titre, elle délivre à l’issue des trois années d’études un diplôme d’ingénieur de haut niveau. La formation donnée aux élèves officiers se veut l’égale des plus grandes écoles civiles et militaires. Les sous-officiers élèves officiers de l’École militaire de l’air ont la possibilité de passer un diplôme universitaire de second cycle.
En 1990, la Section Air de vol à voile est créée.
En 1992, la base aérienne de Salon-de-Provence reçoit comme nom de baptême celui de « Général Pineau », du nom de son premier commandant de base, Jean-Marc Pineau (1922-1971), mort en service aérien commandé. Cette même année, un centre de recherche s’ajoute au laboratoire de l’Office national d'études et de recherches aérospatiales, qui permet aux élèves officiers d’être en contact avec les techniques de pointe. Ses enseignants-chercheurs professent à l’École. Les échanges et les liens avec l’université d’Aix-Marseille sont renforcés.
De nos jours, l’École de l’air s’intégre à l’organisation de l’enseignement supérieur européen en adoptant le principe des crédits d’enseignement dont l’obtention conditionne la délivrance du diplôme.
Les objectifs de formation sont les mêmes – former des chefs et des utilisateurs de systèmes complexes dans le domaine aéronautique et spatial. L'évolution des menaces et des moyens conduit le commandement à élargir les matières enseignées. Les objectifs s’articulent en deux volets : d’une part, la formation militaire, sportive et la formation au commandement ; d’autre part, la formation aux sciences de l’ingénieur, aux sciences humaines, sociales et politiques ainsi qu’aux langues vivantes. Dans ce cursus, il y a peu de place pour le vol. Chaque élève, quelle que soit sa spécialité, effectue une vingtaine d’heures de découverte du milieu aéronautique et d’initiation au vol.
Afin de préparer les élèves au contexte international des missions confiées aux armées, l’ouverture vers l’étranger est privilégiée, principalement à travers des échanges de longue durée ; l’échange avec l’US Air Force Academy en est l’archétype. Les échanges dans le cadre de l’European Air Force Academies Association permettent également à tous les élèves de l’École de l’air d’effectuer un séjour à l’étranger d’une durée de deux à trois mois.
Les élèves pilotes d’avions suivent d’abord un enseignement au sol leur permettant de passer les épreuves de l’« Air Transport Pilot Licence » théorique. Ils débutent ensuite leur formation en vol à Salon avant de rejoindre l’École de pilotage de l'Armée de l'air à Cognac. Ensuite, les « chasseurs » rejoignent l’École de chasse à Tours[réf. nécessaire] et les « transporteurs » l’École du transport à Avord. Les futurs pilotes d’hélicoptères suivent toute leur formation au sein des écoles de l’Aviation légère de l'Armée de terre, à Dax et au Luc.
La formation initiale des élèves navigateurs est dispensée à Salon, à l’École de formation des navigateurs de combat. Elle est poursuivie soit à Tours[réf. nécessaire], soit à Avord, selon leur spécialité.
Les futurs officiers mécaniciens suivent leur formation scientifique et technique à l’École de l’air, avant d’effectuer un stage de fin d’études dans l’industrie en France ou à l’étranger et de rejoindre leur première affectation.
Enfin, à l’issue de la deuxième année, chaque officier des bases rejoint une école de formation de l’Armée de l’air correspondant à sa spécialité (ou une école civile pour l’infrastructure).
L’enseignement dispensé à l’École de l’air et à l’École militaire de l’air évolue ; les structures d’enseignement s'adaptent aux transformations de l'Armée de l'air.
En 1994, est regroupé sur ce site la formation de tous les officiers de l’Armée de l’air. L’École de l’aéronautique navale assure la formation des futurs pilotes et ingénieurs de l’aviation navale. À partir de 1995, les Embraer EMB 312 Tucano remplacent les Fouga Magister.
Depuis 1994, le site de Salon-de-Provence rassemble la totalité des écoles de formation d’officiers de l’Armée de l’air. Le Cours spécial de formation des officiers regroupe la formation de tous les élèves officiers dont l’origine n’est pas le recrutement direct ou le recrutement parmi les sous-officiers. De même, le Groupement des Écoles de l’administration de l’Armée de l’air réunit l’École des commissaires de l'air et l’École de gestion et d'administration de l'Armée de l'air ; il sera supprimé en 2013.
L’ensemble de ces organismes est placé sous l’autorité du général commandant les Écoles d’officiers de l’Armée de l’air, nouvelle appellation de l’ensemble des écoles implantées à Salon ; de plus, il est chargé d’assurer le continuum de la formation des officiers, de l’entrée à l’école jusqu’à l’enseignement supérieur.
En 2004, est mis en place le CReA, Centre de Recherche de l’Armée de l’air. Il remplit une triple mission : recherche fondamentale, recherche appliquée au profit de l’Armée de l’air, enseignement.
L’année suivante est installé l’État-major de la Zone aérienne de Défense Sud. La formation initiale des pilotes de l’Armée de l’air évolue : en 2005, la Division des vols devient l’École de pilotage et de formation des navigateurs de l’Armée de l’air (EPNAA), la Section vol à voile devient Centre d’initiation à l’Aéronautique militaire (CIAM) et, en 2006, arrivent les premiers TB 10.
La formation des officiers de l’Armée de l’air est modernisée avec la création en 2007 des Écoles d’officiers de l’Armée de l’air (EOAA). Elles garantissent la continuité de cette formation et un État-major veille à la cohérence de celle-ci. La base aérienne 701 de Salon-de-Provence assure le soutien des EOAA, du Groupement des écoles d’administration de l’Armée de l’air et des Équipes de présentation de l’armée de l’air. Le fonctionnement de la base s’accorde avec celui des Écoles.
En 2008, le Centre de formation d’entraînement au parachutisme de haut niveau 71.566 (CFEPHN 71.566) s’installe à Gap ; l’École de pilotage et de navigation de l’Armée de l’air (EPNAA) devient le Centre de formation aéronautique militaire initiale (CFAMI) ; l’Équipe de voltige de l’Armée de l’air reçoit l’Extra 330. L’Escadron du soutien technique spécialisé est dissous en 2009 et les TB10 sont remplacés par des Cirrus SR20 et Cirrus SR22 en 2012.
Fondé sur la Révision générale des politiques publiques (RGPP) et le nouveau Livre blanc de la Défense, le regroupement du soutien des bases aériennes, des ports et des régiments sur des bassins de vie donne naissance en 2011 à la base de Défense Istres-Salon-Miramas. Il vise à permettre des économies et des réductions d’effectifs.
2013 voit la base-école fêter ses 75 ans d’implantation à Salon-de-Provence, ainsi que les 60 ans de la Patrouille de France.
En 2013 également, disparaît le Groupement des écoles d’administration de l’Armée de l’air au profit d’une nouvelle École des commissaires des armées, école unique, interarmées, organisant la formation des commissaires des trois armées, du Service de santé des armées (SSA) et de la Direction générale de l'Armement (DGA).
Depuis la rentrée du 24 août 2015, l’École de l’air accélère son évolution vers le nouveau format défini par le plan stratégique de l’armée de l’air (Unis pour « Faire Face »). Les formations initiales d’officiers jusque-là dispensées par l’École de l’air, par l’École militaire de l’air, par le Cours spécial de l’École de l’air et par le Cours spécial de formation des officiers sont désormais regroupées au sein d’une seule et unique école reprenant l’appellation originelle : École de l’air.
Cette année de convergence des cursus d'officiers aviateurs est également celle des 80 ans de l’École.
De 2016 à 2018 a lieu la conduite du projet de changement de statut de l'École de l'air en Établissement public à caractère scientifique, culturel et professionnel, avec statut dérogatoire de grand établissement (EPSCP).

### Statut, instances et organisation à compter du1erjanvier 2019
Le 1er janvier 2019, par décret, l’École de l’air devient établissement public à caractère scientifique, culturel et professionnel, placé sous la tutelle du ministre des armées, constitué sous la forme d'un grand établissement.
Elle est administrée par un conseil d'administration et dirigée par un directeur général. Le conseil comprend 25 membres : le directeur général, 8 représentants de l'État, 7 personnalités extérieures à l'établissement, et 9 membres représentant le personnel, les élèves de l'école. Le conseil d'administration définit les orientations stratégiques, notamment en matière de formation, d'enseignement et de recherche ainsi que de rayonnement international.
Le directeur général de l’École, assure le commandement militaire de l’École de l'air. Il est  officier général de l'armée de l'air, nommé par décret sur proposition du ministre des armées, pour la durée de son affectation et dans la limite de cinq ans. Il porte le titre de Directeur général de l’École de l'air et commandant de la Base aérienne 701 de Salon-de-Provence.
L'École de l’air comporte également  un conseil de la formation de l'officier, un conseil académique, un comité d'orientation stratégique et un comité technique compétent pour examiner, dans les questions et projets de textes intéressant l'établissement public.
Le 1er juillet 2021, l’École de l'air est renommée « École de l'air et de l'espace »

## Citations et décorations de l'École de l'air et de l'espace
Nomination de l’École de l'air et de l'espace au grade de Chevalier de la Légion d’honneur :
« Jeune école qui dès les premières années s’égale aux plus anciennes. Les élèves formés aux exaltantes et rigoureuses disciplines de l’air, stimulés par l’exemple de leurs anciens, ont su victorieusement Faire Face à l’ennemi dans tous les ciels de bataille. (…)
Magnifique école de formation militaire, particulièrement vouée au culte des valeurs morales du soldat, elle s’est révélée une pépinière incomparable de combattants et de chefs aériens ».
Citation de l’École de l'air et de l'espace et de l'Espace portant attribution de la Croix de la Légion d’honneur du 14 juin 1946.
Cette citation figure désormais dans le lieu le plus solennel de l’école où sont gravés les noms de tous les Anciens disparus en service commandé : « la salle des Marbres ».
Décorations du drapeau de l’École de l'air et de l'espace :
- croix de chevalier de la Légion d'honneur ;
- Croix de guerre 1939-1945, palme de bronze
- Croix de guerre des Théâtres d'opérations extérieurs, palme de bronze
- Médaille de l'Aéronautique[14]

Le 18 octobre 2019, à l'occasion d'une cérémonie sur la base aérienne 701 de Salon-de-Provence, Florence Parly, Ministre des Armées, a confié aux élèves de première année de l’École de l'air et de l'espace, les traditions de l’Escadrille Française de Chasse no 1 (EFC1), unité historique créée pendant la Seconde Guerre mondiale et reconnue, la première, Compagnon  de la Libération.
Désormais, les élèves de première année de l’École de l'air et de l'espace (les « poussins ») auront la garde du fanion de l’EFC1, et porteront la fourragère noire et verte, aux couleurs de la Croix de la libération.

## Héraldique des insignes de l'École de l'air et de l'espace et de la base aérienne 701

### Insigne de l'École de l'air et de l'espace

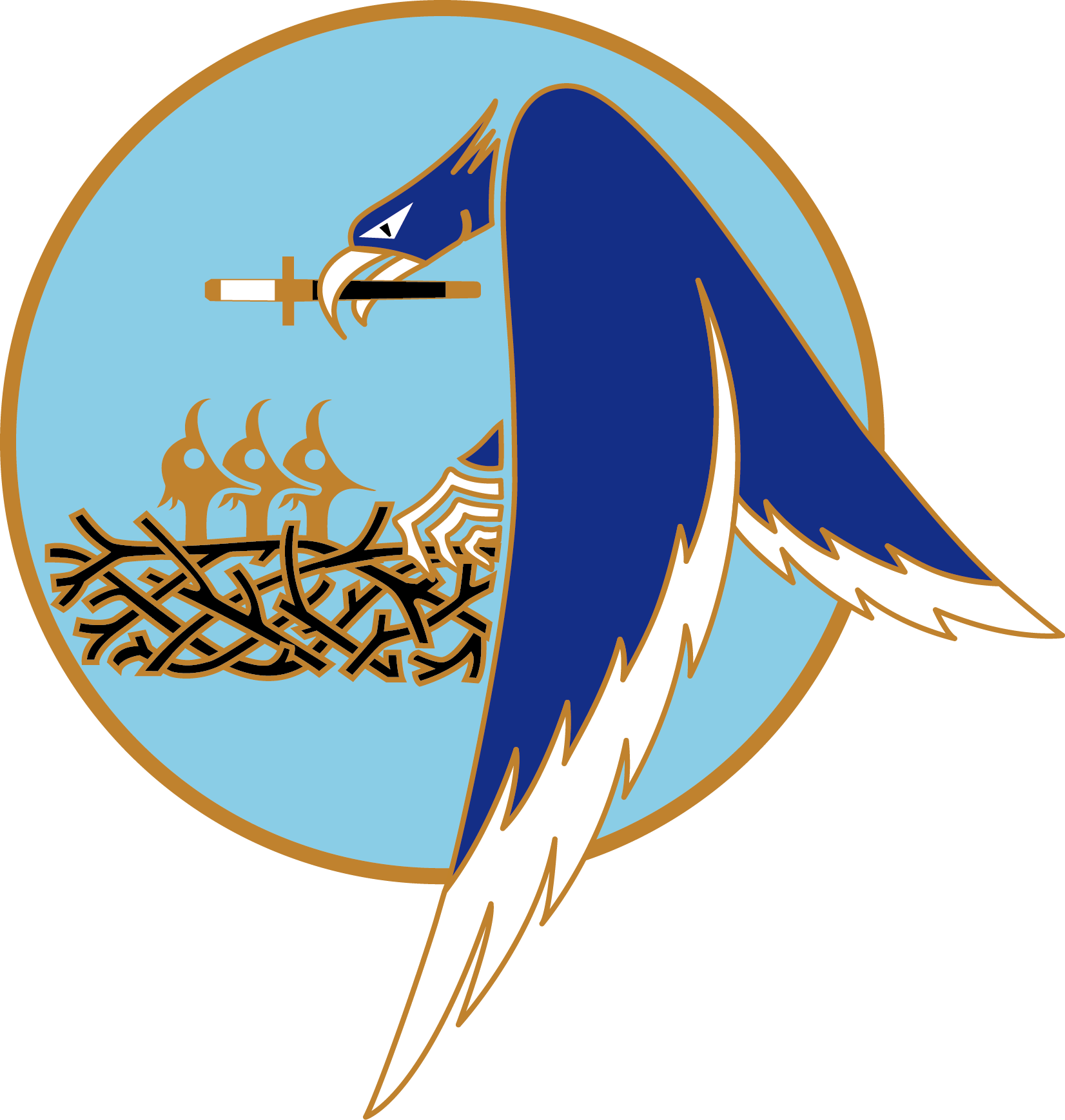
Insigne actuel de l’École de l'air et de l'espace.

Insigne homologué sous le n° A1165 le 25 avril 1985.
Définition héraldique :
Rondache d’azur clair à la filière d’or chargée d’une aigle, au vol abaissé d’azur sombre et d’argent dépassé à sénestre et en pointe, becquée et membrée du même, tenant dans son bec un poignard également d’argent et d’or, adextrée d’un nid de sable à trois alérions du premier métal.
Définition symbolique :
L’insigne de l’École de l'air et de l'espace, dessiné initialement en 1935 par le frère de Hervé Le Blevec, membre de la première promotion 1935 " Capitaine Georges Guynemer" , symbolise la cérémonie de remise du poignard aux élèves officiers de première année (alérions ou « poussins ») par un parrain aguerri (l’aigle).

### Insigne de la base aérienne 701
Insigne homologué sous le n° A831 homologué le 3 février 1961.
Définition héraldique :
Médaillons accolés, le premier azur clair à une aigle d'azur empiétant un rocher pourpre et survolé d'un poignard d'or et de sable dans un nuage blanc; le second aussi d'azur à une aigle d'émail d'azur foncé, l'extrémité des ailes posées à senestre et tendant un poignard d'or à trois aiglons dans un nid, le tout brochant sur une roue dentée d'argent sommée d'une aigle éployé du même.
Définition symbolique :
L'aigle et la roue dentée représentant la base aérienne supportant l'École de l'air et de l'espace et l'École militaire de l'air.

## Formation
Depuis la rentrée du 24 août 2015, l’École de l'air et de l'espace évolue selon le plan stratégique de l’Armée de l’air dénommé : Unis pour « Faire Face ».
Les formations initiales d’officiers jusque-là dispensées par l’École de l'air et de l'espace, par l’École militaire de l’air, par le Cours spécial de l’école de l’air, ainsi que par le Cours spécial de formation des officiers sont désormais regroupées au sein d’une école, unique, reprenant l’appellation originelle, augmentée de la référence à la dimension spatiale : École de l'air et de l'espace.
L’École de l'air et de l'espace développe trois axes de formation :
- une formation académique de haut niveau d’expert du milieu aéronautique et spatial. Renouvellement en 2015 de l’accréditation CTI[23] du diplôme d’ingénieur pour la durée maximale ;
- une formation militaire exigeante développant les aptitudes au commandement et au management ;
- une formation aéronautique concrétisée par un premier brevet, avec la pratique du vol à voile et du vol moteur avec des appareils de dernière génération (dotés de glasscokpit).

L’École de l'air et de l'espace propose des filières diversifiées, adaptées aux besoins. Elle dispense des formations qualifiantes.
Environ 500 aviateurs sont formés annuellement suivant un parcours adapté à leurs profils. Selon leur niveau de recrutement, ils ont la possibilité de suivre l’un des quatre cours ci-dessous :
- un cours de master sanctionné par l’un des diplômes suivants : diplôme d’ingénieur de l’École de l'air et de l'espace ; diplôme de master de sciences humaines et sociales en partenariat avec l’IEP d’Aix-en-Provence (associé au diplôme de l’IEP) ; diplôme de master de l’université d’Aix-Marseille ;
- un cours visant à la délivrance d’un diplôme de licence de l’université d’Aix-Marseille ;
- un cours spécial ouvert à certains élèves-officiers étrangers ;
- un cours consacré à la formation militaire et générale de l’officier, dédié aux officiers issus du rang, officiers sous contrat, volontaires aspirants, officiers de réserve ainsi qu’aux élèves de l’École polytechnique, de l’École nationale supérieure de techniques avancées (ENSTA-Bretagne) et aux élèves ingénieurs militaires d’infrastructure.

Afin de s'ouvrir au monde de l’industrie et de la recherche :
- L’École de l'air et de l'espace développe des partenariats avec les industriels du monde aéronautique et spatial tels que Dassault, Airbus, Thales, Air France, ou le CNES.
- L’École de l'air et de l'espace organise chaque année en partenariat avec l’Académie d'Aix-Marseille diverses manifestations aéronautiques ; elles réunissent les principaux acteurs de ce domaine d’activité en région PACA afin d’intéresser les jeunes aux filières aéronautiques pour leurs carrières futures.

Par ailleurs, l'École de l'air et de l'espace coaccrédite des formations Mastères Spécialisés proposées par l'École nationale de l'aviation civile et par l'Institut supérieur de l'aéronautique et de l'espace.

Pour s'ouvrir à l’international
- L’École de l'air et de l'espace a mis en place plusieurs programmes d’échanges et de stages à l’étranger. À ce titre, l’École organise des échanges avec de nombreux élèves-officiers issus des académies de l’air étrangères (USAFA, Japon, Italie, Canada) et propose la réalisation des stages de fin d’études au sein de grandes universités étrangères (University of California Berkeley, Embry-Riddle Aeronautical University en Floride, RMIT University à Melbourne, Senai Cimatec au Brésil, Université d'Auckland en Nouvelle-Zélande, l’Université de Pretoria en Afrique du Sud).
- L’École de l'air et de l'espace accueille également chaque année de nombreux « cadets » étrangers (environ une quinzaine de nationalités représentées) qui intègrent les cursus de formation pour des périodes de courtes ou de longue durée.
- Depuis 2016, l’École de l'air et de l'espace et DCI-AIRCO dispensent le Cours international de l’École de l'air et de l'espace, en partenariat avec l’Université d’Aix-Marseille.

Pour s'ouvrir à la société civile, l’École de l'air et de l'espace a mis en place deux actions de tutorat.
- Le tutorat « Plan Égalité des Chances[25] » de l’École de l'air et de l'espace : le tutorat PEC s’appuie sur l’investissement d’élèves-officiers de l’École de l'air et de l'espace dans le rôle de parrain auprès de jeunes lycéens sélectionnés dès leur entrée en classe de Seconde. L’objectif consiste à susciter chez ces jeunes l’envie et la volonté de poursuivre vers des études supérieures.
- Le tutorat « aéronautique » de l’École de l'air et de l'espace : le tutorat « aéronautique » implique les élèves-officiers volontaires dans les actions aéronautiques de l’Académie d’Aix-Marseille, par leurs participations aux cours de préparation du Brevet d'initiation aéronautique (BIA) organisés au profit des collégiens, desclycéens et des étudiants d’IUT.

Les partenaires de l’École de l'air et de l'espace (liste non exhaustive)
- ISAE[26]
- IEP d’Aix-en-Provence[27]
- Aix-Marseille Université[28]
- PEGASUS[29]
- Pôle PEGASE[30]
- ÉNAC[31]
- University of California Berkeley[32]
- Kedge Business School[33]
- EDHEC[34]
- Mines ParisTech[35]
- Campus aéronautique PACA[36]
- PRES Provence / Méditerranée[37]

## Commandants de l'École de l'air et de l'espace
1. Général Jean Houdemon : 1935-1936
2. Général René Bouscat : 1936-1937
3. Général Charles Sclafer : 1937-1937
4. Colonel Bonneau : 1937-1940
5. Commandant Archaimbault : 1940-1941
6. Général Xavier de Sevin : 1941-1942
7. Colonel Dartois : 1943-1944
8. Lieutenant-colonel Bezy : 1945-1946
9. Colonel Alain de Maricourt : 1946-1948
10. Colonel de Rivals : 1948-1949
11. Général Leroy : 1949-1951
12. Général Alain de Maricourt : 1952-1954
13. Général Bigot : 1954-1957
14. Général Louis Delfino : 1957-1960
15. Général Aubinière : 1960-1960
16. Général Gabriel Gauthier : 1960-1962
17. Général Rouquette : 1962-1964
18. Général Lecerf : 1964-1967
19. Général Claude Grigaut : 1967-1969
20. Général de brigade aérienne Saint-Cricq : 1969-1971
21. Général de brigade aérienne Chesnais : 1971-1973
22. Général Archambeaud : 1973-1976
23. Général Saulnier : 1976-1979
24. Général Ghesquiere : 1979-1982
25. Général Philippe Vougny : 1982-1985
26. Général Deveaud : 1985-1987
27. Général de brigade aérienne Jean-Paul Pélisson : 1987-1989
28. Général de brigade aérienne Jean-Jacques Brun : 1989-1992
29. Général de brigade aérienne Gilbert Dumaz : 1992-1995
30. Général de brigade aérienne Michel Fouquet : 1995-1998
31. Général de brigade aérienne Robert Gosset : 1998-2001
32. Général de brigade aérienne Bernard Molard : 2001-2002
33. Général de brigade aérienne Jean-Pierre Martin : 2002-2006
34. Général de brigade aérienne Gratien Maire : 2006-2008
35. Général de brigade aérienne Denis Mercier : 2008-2010
36. Général de brigade aérienne Gilles Modéré : 2010-2013
37. Général de brigade aérienne Francis Pollet : 2013-2016
38. Général de brigade aérienne Éric Autellet : 2016-2018
39. Général de brigade aérienne Jérôme Bellanger : 2018-5 avril 2020[38]
40. Général de brigade aérienne Gilles Villenave : 6 avril 2020-30 juin 2020 (par intérim[39]).
41. Général de division aérienne Dominique Arbiol : 1er juillet 2020[40]-24 août 2022.
42. Général de brigade aérienne Pierre Réal : depuis le 25 août 2022[41].

## Anciens élèves célèbres
- Stéphane Abrial, commandant allié Transformation de l'OTAN entre 2009 et 2012.
- Caroline Aigle, première femme française pilote de chasse à être affectée au sein d’un escadron de combat de l'Armée de l'air[42].
- Said Ait Messaoudene : Major de promotion 1955, connu comme créateur et premier responsable de l'aviation algérienne.
- Marcel Audemard d'Alançon, officier aviateur mort au champ d'honneur ; il a donné son nom à une promotion de l'École.
- Patrick Baudry, astronaute français du CNES.
- Maurice Bret, général de corps aérien.
- René Chesnais, général de corps aérien.
- Jean-Loup Chrétien, premier astronaute français.
- Olivier Dassault, homme politique français.
- Léopold Eyharts, spationaute français de l'Agence spatiale européenne.
- René Farsy (1927-2019), aviateur français, chef pilote d'essai de la SNECMA.
- Romain Gary, écrivain et diplomate.
- Roland Glavany, général de corps d'armée et pilote d'essai français.
- Jean-Pierre Haigneré, astronaute français de l'Agence spatiale européenne.
- Paul Ibos, résistant français, compagnon de la Libération.
- André Lanata, chef d'état-major de l'Armée de l'air à compter de septembre 2015.
- Fleury-Marius Seive (1896-1972)  aviateur, photographe, géographe et résistant français.
- François Maurin, général d'armée aérienne français.
- Denis Mercier, chef d’état major de l’armée de l’air (2012-2015), commandant suprême allié pour la transformation de l'OTAN (2015-2018).
- Claire Mérouze, première femme pilote de chasse sur Rafale.
- Guy Mitaux-Maurouard, pilote militaire, pilote d'essai chez Dassault Aviation, premier vol du Rafale.
- Roger Pessidous, général d’armée aérienne.
- Jacques Rosay, chef pilote d'essais d'Airbus.
- Jean-Marie Saget, aviateur français, pilote militaire, pilote d'essai chez Dassault Aviation.
- Jean Saulnier, général français, chef d'état-major des armées de 1985 à 1987.
- Michel Tognini, astronaute français.
- Alain Trétout, aviateur français, pilote de chasse, pilote d'essai chez Dassault Aviation sur Mirage F1 et Falcon 10.
- Jean-Marc Vigilant, pilote militaire, général de division.
- Henri de Waubert de Genlis, pilote d'essai du Dassault Mirage F1.

## Promotions
- 1935 : Guynemer
- 1936 : Capitaine Astier de Villate
- 1937 : Commandant Mezergues
- 1938 : Lieutenant-colonel Mailloux
- 1939 : Lieutenant Pinczon du Sel
- 1940 : Lieutenant Steunou
- 1941 : Lieutenant-colonel Dagnaux
- 1942 : Commandant Tricaud
- 1943 : en AFN / Capitaine Thouvenin de Villaret
- 1943 : en France / Sous-lieutenant Pomier Layrargues
- 1944 : en AFN / Lieutenant de Tedesco
- 1944 : en France / Capitaine Preziosi
- 1945 : Commandant Marin La Meslée
- 1946 : Commandant de Saint-Exupéry
- 1947 : Commandant Thollon
- 1948 : Capitaine Brachet
- 1949 : Capitaine de Seynes
- 1950 : Commandant Schloesing
- 1951 : Commandant Jeandet
- 1952 : Colonel Dartois
- 1953 : Commandant Brunschwig
- 1954 : Commandant Héliot
- 1955 : Capitaine Gouachon-Noireaut
- 1956 : Lieutenant Le Cong
- 1957 : Colonel Ducray
- 1958 : Louis Blériot
- 1959 : Capitaine Estienne
- 1960 : Lieutenant et capitaine Ferrando
- 1961 : Capitaine Moulin
- 1962 : Capitaine Martin
- 1963 : Commandant Deshayes
- 1964 : Lieutenant-colonel Carpentier
- 1965 : Commandant Tricornot de Rose
- 1966 : Lieutenant Audemard d'Alançon
- 1967 : Capitaine Péronne
- 1968 : Commandant Bigand
- 1969 : Lieutenant Tariel
- 1970 : Général Delfino
- 1971 : Commandant Blanckaert
- 1972 : Capitaine Madon
- 1973 : Capitaine Marchal
- 1974 : Commandant Brunaud
- 1975 : Capitaine Duthoit
- 1976 : Capitaine de la Motte
- 1977 : Capitaine Rougier
- 1978 : Général Pineau
- 1979 : Capitaine Carof de Kervezec
- 1980 : Lieutenant Saint-Hillier
- 1981 : Colonel Rossi dit Levallois
- 1982 : Général d'Harcourt
- 1983 : Lieutenant Fleischel
- 1984 : Général Guernon
- 1985 : Général Houdemon
- 1986 : Général Dorance
- 1987 : Général Boichot
- 1988 : Sous-lieutenant de la Taille Trétinville
- 1989 : Clément Ader
- 1990 : Lieutenant Poznanski
- 1991 : Capitaine Koenig
- 1992 : Lieutenant Majoureau
- 1993 : Général Capillon
- 1994 : Lieutenant Soubeirat
- 1995 : Général Gauthier
- 1996 : Colonel de Saxcé
- 1997 : Lieutenant Tourangin
- 1998 : Général Heurtaux
- 1999 : Général Dumesnil de Maricourt
- 2000 : Capitaine Auber
- 2001 : Colonel Demozay
- 2002 : Commandant Longy
- 2003 : Capitaine Beau
- 2004 : Général Cardot
- 2005 : Lieutenant-colonel Kauffmann
- 2006 : Pierre Clostermann
- 2007 : Général Brocard
- 2008 : Général Andrieux
- 2009 : Commandant Émile Fayolle
- 2010 : Général Lionel de Marmier
- 2011 : Colonel Bernard Dupérier
- 2012 : Colonel Roland de la Poype
- 2013 : Général Martial Valin
- 2014 : Sous-lieutenant Adolphe Pégoud
- 2015 : Marcel Dassault
- 2016 : Général Roland Glavany
- 2017 : Général Robert Aubinière
- 2018 : Commandant Caroline Aigle
- 2019 : Lieutenant-colonel Joseph Pouliquen
- 2020 : Lieutenant-colonel Charles Félix Pijeaud
- 2021 : Colonel James Denis
- 2022 : Capitaine Romain Gary
- 2023 : Jean Moulin[43]
- 2024 : Lieutenant Joseph Kessel